# Campeonato Asiático de Futsal 2002
El Campeonato Asiático de Futsal 2002 se llevó a cabo en Yakarta, Indonesia del 22 al 30 de octubre y contó con la participación de 15 selecciones mayores de Asia, una más que en la edición anterior.
Irán venció en la final a Japón para ganar su cuarto título de manera consecutiva.

## Fase de grupos

### Grupo A
| País          | G | E | P | GF | GC | Pts |
| ------------- | - | - | - | -- | -- | --- |
| Tailandia     | 4 | 0 | 0 | 33 | 8  | 12  |
| Corea del Sur | 2 | 1 | 1 | 26 | 16 | 7   |
| Irak          | 2 | 0 | 2 | 35 | 13 | 6   |
| Baréin        | 1 | 1 | 2 | 18 | 29 | 4   |
| Brunéi        | 0 | 0 | 4 | 7  | 53 | 0   |

| Equipo 1      | Resultado | Equipo 2      |
| ------------- | --------- | ------------- |
| Corea del Sur | 5-5       | Baréin        |
| Brunéi        | 1-14      | Tailandia     |
| Tailandia     | 12-4      | Baréin        |
| Irak          | 5-8       | Corea del Sur |
| Brunéi        | 1-20      | Irak          |
| Tailandia     | 4-2       | Corea del Sur |
| Corea del Sur | 11-2      | Brunéi        |
| Baréin        | 1-9       | Irak          |
| Irak          | 1-3       | Tailandia     |
| Baréin        | 8-3       | Brunéi        |

### Grupo B
| País         | G                  | E                  | P                  | GF                 | GC                 | Pts                |
| ------------ | ------------------ | ------------------ | ------------------ | ------------------ | ------------------ | ------------------ |
| Irán         | 3                  | 0                  | 0                  | 38                 | 1                  | 9                  |
| Uzbekistán   | 2                  | 0                  | 1                  | 12                 | 7                  | 6                  |
| Malasia      | 1                  | 0                  | 2                  | 8                  | 30                 | 3                  |
| China Taipéi | 0                  | 0                  | 3                  | 8                  | 28                 | 0                  |
| Turkmenistán | Abandonó el torneo | Abandonó el torneo | Abandonó el torneo | Abandonó el torneo | Abandonó el torneo | Abandonó el torneo |

| Equipo 1     | Resultado | Equipo 2     |
| ------------ | --------- | ------------ |
| Irán         | 5-0       | Uzbekistán   |
| China Taipéi | 6-7       | Malasia      |
| Malasia      | 1-7       | Uzbekistán   |
| Irán         | 17-0      | Malasia      |
| China Taipéi | 1-16      | Irán         |
| Uzbekistán   | 5-1       | China Taipéi |

### Grupo C
| País       | G | E | P | GF | GC | Pts |
| ---------- | - | - | - | -- | -- | --- |
| Japón      | 4 | 0 | 0 | 16 | 4  | 12  |
| Kuwait     | 2 | 1 | 1 | 20 | 7  | 7   |
| Kirguistán | 1 | 2 | 1 | 12 | 7  | 5   |
| Indonesia  | 1 | 1 | 2 | 12 | 11 | 4   |
| China      | 0 | 0 | 4 | 3  | 34 | 0   |

| Equipo 1   | Resultado | Equipo 2   |
| ---------- | --------- | ---------- |
| Indonesia  | 6-0       | China      |
| Kirguistán | 2-2       | Kuwait     |
| Kuwait     | 15-1      | China      |
| Japón      | 5-1       | Indonesia  |
| Kirguistán | 1-2       | Japón      |
| Kuwait     | 3-2       | Indonesia  |
| Indonesia  | 3-3       | Kirguistán |
| China      | 2-7       | Japón      |
| Japón      | 2-0       | Kuwait     |
| China      | 0-6       | Kirguistán |

## Fase final
|  | Cuartos de final | Cuartos de final |               |           | Semifinales   | Semifinales   |  |       | Final         | Final         |  |
|  | 28 de octubre    | 28 de octubre    |               |           | 29 de octubre | 29 de octubre |  |       | 30 de octubre | 30 de octubre |  |
|  |                  |                  |               |           |               |               |  |       |               |               |  |
|  |                  |                  |               |           |               |               |  |       |               |               |  |
|  | Irak             | 2                |               |           |               |               |  |       |               |               |  |
|  | Irak             | 2                |               |           |               |               |  |       |               |               |  |
|  | Tailandia        | 5                |               |           |               |               |  |       |               |               |  |
|  | Tailandia        | 5                |               | Tailandia | 0             |               |  |       |               |               |  |
|  |                  |                  |               | Tailandia | 0             |               |  |       |               |               |  |
|  |                  |                  | Japón         | 3         |               |               |  |       |               |               |  |
|  | Uzbekistán       | 0                | Japón         | 3         |               |               |  |       |               |               |  |
|  | Uzbekistán       | 0                |               |           |               |               |  |       |               |               |  |
|  | Japón            | 1                |               |           |               |               |  |       |               |               |  |
|  | Japón            | 1                |               |           |               |               |  | Japón | 0             |               |  |
|  |                  |                  |               |           |               |               |  | Japón | 0             |               |  |
|  |                  |                  | Irán          | 6         |               |               |  |       |               |               |  |
|  | Irán             | 10               | Irán          | 6         |               |               |  |       |               |               |  |
|  | Irán             | 10               |               |           |               |               |  |       |               |               |  |
|  | Kirguistán       | 2                |               |           |               |               |  |       |               |               |  |
|  | Kirguistán       | 2                |               | Irán      | 7             |               |  |       |               |               |  |
|  |                  |                  |               | Irán      | 7             |               |  |       |               |               |  |
|  |                  |                  | Corea del Sur | 4         |               |               |  |       |               |               |  |
|  | Corea del Sur    | 7                | Corea del Sur | 4         |               |               |  |       |               |               |  |
|  | Corea del Sur    | 7                |               |           |               |               |  |       |               |               |  |
|  | Kuwait           | 6                |               |           |               |               |  |       |               |               |  |
|  | Kuwait           | 6                |               |           |               |               |  |       |               |               |  |
|  |                  |                  |               |           |               |               |  |       |               |               |  |

### Tercer lugar
| Equipo 1  | Resultado | Equipo 2      |
| --------- | --------- | ------------- |
| Tailandia | 4-2       | Corea del Sur |

## Campeón
| Campeonato Asiático de Futsal 2002 |
| --- |
| Irán 4º título |
| Vahid Shamsaei, Siamak Dadashi, Mojtaba Moeini, Hamid Reza Abrarinia, Hamid Shandizi, Mohammad Hashemzadeh, Majid Raeisi, Ahmad Pariazar, Mansour Molaei, Saeid Abdollahnejad, Reza Nasseri, Ali Saneei, Mojtaba Ahangaran, Mohammad Reza Heidarian |
| Entrenador: Mohammad Hassan Ansarifard |